# Dicranomyia (Idioglochina) kotoshoensis
Dicranomyia (Idioglochina) kotoshoensis is een tweevleugelige uit de familie steltmuggen (Limoniidae). De soort komt voor in het Oriëntaals en Australaziatisch gebied.